# Amédée Armand
Pour les articles homonymes, voir Armand.
Amédée Armand, né le 31 mai 1807 à Marseille et mort dans la même ville le 18 février 1881, est un industriel français.

## Biographie
Amédée Armand est le fils de Camille Hélène Floret, issue d'une famille de robe attachée au parlement de Toulouse, et de Pierre Charles Armand, né à Puyloubier et établi comme minotier à Marseille où il est le précurseur de la mouture à vapeur.

### L'industriel
Amédée Armand fait ses études au lycée de Marseille et son droit à la Faculté d'Aix-en-Provence. Bien qu'inscrit au barreau, il suit les traces de son père et s'oriente vers l'économie. En 1833 il est envoyé en Sicile par des fabricants de soude qui voulaient mieux contrôler le marché du soufre. Il s'intéresse ensuite à l'industrie minière, notamment celle du lignite. Ayant également fait des études de géologie, il étudie le prolongement du bassin de lignite du département des Bouches-du-Rhône dans la partie inférieure du bassin de l'Arc, vers La Fare-les-Oliviers et l'Étang de Berre. S'étant rendu en Angleterre, il est frappé par les nouvelles techniques de l'exploitation minière de ce pays et veut les appliquer dans la région. En 1839 il acquiert une nouvelle concession près de Fuveau et en 1841 il fonde une société qui prend le nom de Mines du charbon du rocher bleu. Il utilise des machines à vapeur pour remonter les chariots et évacuer les eaux d'infiltration. En vue d'utiliser les débris de charbon il installe en 1846 à Marseille, quartier Pont-de-Vivaux, une fabrique de briquettes de lignite et participe à la création de la Société des charbons agglomérés du sud-est.
En 1847 il crée une société Les forges de la Capelette spécialisée dans la fabrication de tubes pour les chaudières ; cette société fusionnera en 1851 avec les ateliers Taylor de Menpenti et les chantiers navals de La Seyne-sur-Mer pour donner naissance aux Forges et Chantiers de la Méditerranée. Il est également administrateur de la Société marseillaise de crédit, de la Société des raffineries de Saint Louis qui deviendra ultérieurement Saint Louis Sucre et de la Société immobilière marseillaise.

### Le notable
Sur son domaine de La Tour Sainte situé dans le quartier de Sainte-Marthe, il élève en 1854, avec sa sœur Eugénie Aramand, un monument commémorant le dogme de l’Immaculée Conception, affirmant que la vierge Marie a été exemptée du péché originel et promulgué par le  pape Pie IX le 8 décembre 1854 : il s'agit d'une tour octogonale inaugurée le 7 décembre 1856. La chapelle sera bénie par Mgr Eugène de Mazenod. L'ensemble du domaine est inscrit monument historique en 2001.
Après avoir résidé rue de Rome, Amédée Armand s'installe au No 11 de la rue Lafon dans un riche hôtel particulier. Cet immeuble sera réquisitionné au cours de la seconde guerre mondiale et acheté par le Ministère des anciens combattants pour y loger ses services ; cet immeuble, qui pourrait être classé, a été cédé par l'État à une société civile immobilière pour y créer un hôtel de luxe.
Catholique fervent il finance avec sa sœur Eugénie de nombreux établissements de bienfaisance : orphelinat, crèches etc. Il est un des fondateurs du fourneau économique du Cours Gouffé desservi par les sœurs de Saint Vincent de Paul. sa devise inscrite sur son carnet de comptes était : « Vivons dans la justice, la piété et la sobriété en attendant la gloire future ».

### Le président de la chambre de commerce
Amédée Armand entre à la Chambre de commerce de Marseille dont il devient le président de 1866 à 1873. À ce titre il s'occupe de l'extension des nouveaux ports de Marseille. C'est sur sa proposition que la chambre décide en 1871 de prendre le relais de la municipalité défaillante pour perpétuer le vœu des échevins de Marseille qui, pour faire cesser la peste qui faisait un grand nombre de victimes en 1720-1722, avaient décidé le 22 mai 1722 et à chaque anniversaire de cette date, d'offrir un cierge de cire blanche d'un poids de quatre livres orné de l'écusson de la ville pour le brûler ce jour-là devant le saint sacrement. Cette cérémonie se tient actuellement en la Basilique du Sacré-Cœur.

### Décès
Il décède le 17 février 1881 sans avoir eu d'enfants ; son légataire universel est son neveu Albert Armand. Il est enterré au Cimetière Saint-Pierre ; sa tombe est une réplique de la Tour Sainte.

## Distinctions
- : Commandeur avec étoile de l'ordre de Saint-Grégoire-le-Grand (Saint-Siège)
- : Chevalier de la Légion d'honneur[7] ; cette décoration lui a été remise par Louis Henri Armand Béhic, ministre du commerce[6]